# Referendo dinamarquês sobre a adesão ao Euro em 2000
O referendo sobre a adesão ao Euro (Folkeafstemningen om Danmarks deltagelse i den fælles valuta) foi realizado em 28 de setembro de 2000 na Dinamarca.
O tema abordado era a adesão ao Euro.
O ”não” venceu com 53%, continuando assim a Dinamarca a estar fora da moeda comum da União europeia – o Euro.